# Gößweinstein
Gößweinstein er en købstad (markt) i Landkreis Forchheim i Regierungsbezirk Oberfranken i den tyske delstat Bayern. Kommunen med godt 4.100 indbyggere (2006) ligger i Fränkische Schweiz hvor floderne Wiesent, Ailsbach og Püttlach løber sammen.

## Geografi
Gößweinstein ligger i hjertet af Fränkische Schweiz, midt i en trekant mellem byerne Bamberg, Bayreuth og Nürnberg.
Nabokommuner er (med uret fra nord):

Waischenfeld, Ahorntal, Pottenstein, Obertrubach, Egloffstein, Pretzfeld, Ebermannstadt, Wiesenttal

### Bydele, landsbyer og bebyggelser
| - Allersdorf - Altenthal - Behringersmühle - Bösenbirkig - Etzdorf - Geiselhöhe - Gößweinstein - Hardt - Hartenreuth - Hühnerloh | - Hungenberg - Kleingesee - Kohlstein - Krachershöhe - Leimersberg - Leutzdorf - Moritz - Morschreuth - Moschendorf - Prügeldorf | - Sachsendorf - Sachsenmühle - Sattelmannsburg - Stadelhofen - Stempfermühle - Türkelstein - Ühleinshof - Unterailsfeld - Wichsenstein - Wölm |

## Historie
Borgen Goswinesteyn nævnes første gang i 1076 .
I 1525 var der under Den tyske bondekrig til store ødelæggelser. I Anden Markgrevekrig i 1553 blev Gößweinstein endnu en gang ødelagt og genopbygget. Bamberger fyrstebiskoppen Friedrich Carl von Schönborn (regerede fra 1729 til 1746) gjorde Gößweinstein til købstad (markt).
Ved kommunalreformen i 1978 blev de tidligere selvstændige kommuner Morschreuth, Wichsenstein, Behringersmühle, Kleingesee, Leutzdorf, Stadelhofen, Unterailsfeld og en del af Tüchersfeld slået sammen med Gößweinstein.
- Wikimedia Commons har flere filer relateret til Gößweinstein